# Wapen van Chièvres

Wapen van Chièvres.

Het wapen van Chièvres is het heraldisch wapen van de gemeente Chièvres in de Belgische provincie Henegouwen. Het wapen werd op 18 december 1837 voor het eerst aan de gemeente Chièvres toegekend en op 16 mei 1980 in licht gewijzigde versie herbevestigd.

## Geschiedenis
De stad Chièvres, hoofdplaats van heerlijkheid Chièvres, dat sinds het huwelijk van Raas III of VI van Gavere en Eva (of Domizona) van Chièvres (omstreeks 1138) in handen was van de heren van Gavere, kreeg in 1453 toestemming om het wapen van Arnout van Gavere (zoon van Raas en Eva) te mogen gebruiken als haar zegel. Dit wapen werd omschreven als "van keel met drie leeuwen van zilver". Waarom bij de aanvraag van het gemeentewapen van 1837 er voor werd gekozen om het zilver door goud te vervangen is niet goed geweten: ofwel gebeurde dit op vraag van de stad, ofwel ging het om een verandering van metaal omwille van een onderscheiding van een lid van de familie van Gavere. Op het zegel uit 1453 waren de twee bovenste leeuwen rug-aan-rug afgebeeld, hetgeen men blijkbaar bij de aanvraag in 1837 over het hoofd had gezien of niet had gespecificeerd: dit werd in 1980 rechtgezet, toen het wapenschild in gewijzigde vorm (nu met de leeuwen rug-aan-rug afgebeeld) werd toegekend aan de fusiegemeente. De deelgemeente Tongre-Notre-Dame voerde bovendien een gelijkaardig wapen, verwijzend naar de heren van Lens, met drie leeuwen (of welpjes volgens de beschrijving) van keel, geklauwd, getongd en gekroond van goud op een veld van zilver.

## Blazoenering
De eerste blazoenering luidde:

De gueules à trois lions, mornés d'or.
Van keel met drie leeuwen, gehoond van goud.
— Koninklijk Besluit van 18 december 1837.

De huidige blazoenering is:

De gueules à trois lions rampants couronnés d’or posés 2 et 1, les deux du chef adossés
Van keel met drie staande gekroonde leeuwen van goud, geplaatst 2 en 1, de twee in het schildhoofd rug-aan-rug.
— Ministerieel Besluit van 16 mei 1980.

## Verwante wapens

Wapen van Denderleeuw.
Wapen van Gavere.
Wapen van Jurbeke.
Wapen van Lens.